# Chorebus pospelovi
Chorebus pospelovi är en stekelart som först beskrevs av Kurdjumov 1912.  Chorebus pospelovi ingår i släktet Chorebus och familjen bracksteklar. Inga underarter finns listade i Catalogue of Life.